# Kristin Booth

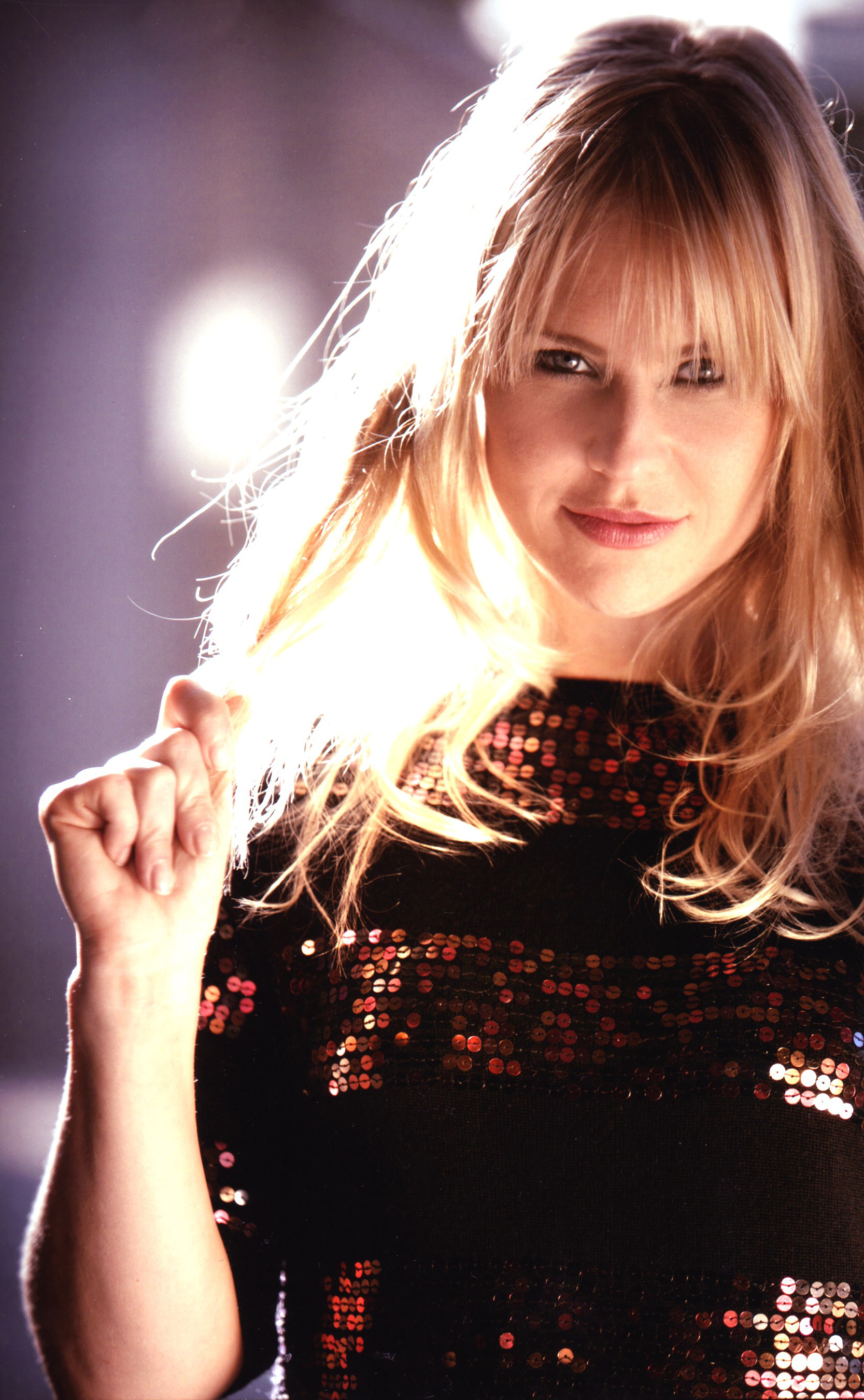
Kristin Booth (2008)

Kristin Booth (* 28. August 1974 in Kitchener, Ontario) ist eine kanadische Schauspielerin.

## Leben
Kristin Booth wuchs in Kinkora auf, einer Ortschaft bei Stratford, Ontario. Bereits im Alter von zwölf Jahren debütierte Booth als Darstellerin in dem Musical Annie, wo sie eine Waise verkörperte. Nach Beendigung der High School, wo sie dem Ensemble des Schultheaters angehörte und so an mehreren Schulaufführungen mitwirkte, schrieb sie sich an der Ryerson University in Toronto ein, um am renommierten Theaterprogramm teilzunehmen. Nach ihrem Studium, das sie mit Bravour 1997 beendete, debütierte sie noch im selben Jahr vor einer Fernsehkamera mit einem Gastauftritt in der Fernsehserie Exhibit A: Secrets of Forensic Science, gefolgt von weiteren Fernsehproduktionen. 1999 verkörperte sie in der dramatischen Agentenserie Nikita in der Folge 314 Gewissensfragen (Hand to Hand) die Rolle der naiven Sondra, die um ihr Leben kämpfen muss.
Ihre erste Hauptrolle spielte Booth erst 2003 in dem kanadischen Spielfilm Foolproof an der Seite von Ryan Reynolds.
2004 trat sie in einigen Folgen der Serie Missing – Verzweifelt gesucht auf. 2004 und 2005 war sie in der Serie ReGenesis zu sehen und gewann 2005 für ihre Gastrolle in der Folge Spare Parts den Gemini Award.
2014 bekam sie eine Hauptrolle als Postermittlerin Shane in der Hallmark-Serie Signed, Sealed, Delivered, die nach einer Staffel eingestellt wurde.

## Filmografie (Auswahl)

### Film
- 1999: Detroit Rock City
- 2000: Tödliche Gerüchte (Gossip)
- 2003: Foolproof – Ausgetrickst (Foolproof)
- 2007: Die Vögel – Attack From Above (Kaw)
- 2007: This Beautiful City
- 2008: Männer sind Schweine (My Best Friend’s Girl)
- 2009: Defendor
- 2010: Harriet: Spionage aller Art (Harriet the Spy: Blog Wars, Fernsehfilm)
- 2013: Der Traum vom Glück (Holidaze, Fernsehfilm)
- 2014: Big News from Grand Rock
- 2014: Signed, Sealed, Delivered for Christmas (Fernsehfilm)
- 2015: Mord à la carte – Ein angenehmer Ort zum Sterben (Gourmet Detective: A Healthy Place to Die, Fernsehfilm)
- 2015: Signed, Sealed, Delivered – From Paris with Love (Fernsehfilm)
- 2015: Signed, Sealed, Delivered – Truth Be Told (Fernsehfilm)
- 2015: Signed, Sealed, Delivered – The Impossible Dream (Fernsehfilm)
- 2016: Signed, Sealed, Delivered – From the Heart (Fernsehfilm)
- 2016: Signed, Sealed, Delivered – One in a Million (Fernsehfilm)
- 2017: Signed, Sealed, Delivered – Higher Ground (Fernsehfilm)
- 2017: Signed, Sealed, Delivered – Home Again (Fernsehfilm)
- 2018: Signed, Sealed, Delivered – The Road Less Travelled (Fernsehfilm)
- 2018: First Light
- 2018: Signed, Sealed, Delivered – To the Altar (Fernsehfilm)
- 2019: Escaping the NXIVM Cult – A Mother’s Fight to Save Her Daughter (Fernsehfilm)
- 2020: The Lead – Blinder Ehrgeiz (The Lead, Fernsehfilm)
- 2020: The Wrong Wedding Planner (Fernsehfilm)
- 2020: Marlene
- 2021: Signed, Sealed, Delivered – The Vows We Have Made (Fernsehfilm)
- 2024: Shifting Gears (Fernsehfilm)
- 2024: Signed, Sealed, Delivered – A Tale of Three Letters (Fernsehfilm)
- 2024: The Christmas Charade (Fernsehfilm)
- 2025: Mystery Island – Winner Takes All (Fernsehfilm)
- 2025: Signed, Sealed, Delivered – To the Moon and Back (Fernsehfilm)

### Fernsehserien
- 1997: Exhibit A: Secrets of Forensic Science (eine Folge)
- 1999: Nikita (La Femme Nikita, eine Folge)
- 2004–2005: ReGenesis (4 Folgen)
- 2004: Missing – Verzweifelt gesucht (1-800-Missing, 2 Folgen)
- 2007: The Company – Im Auftrag der CIA (The Company, Miniserie, eine Folge)
- 2008: Supernatural (eine Folge)
- 2009: Flashpoint – Das Spezialkommando (Flashpoint, eine Folge)
- 2009: The Listener – Hellhörig (The Listener, eine Folge)
- 2010: Rookie Blue (eine Folge)
- 2011: Haven (eine Folge)
- 2011: Republic of Doyle – Einsatz für zwei (Republic of Doyle, eine Folge)
- 2013: Saving Hope (Fernsehserie, eine Folge)
- 2014: Signed, Sealed, Delivered (10 Folgen)
- 2014–2015: Orphan Black (6 Folgen)
- 2017: 12 Monkeys (eine Folge)
- 2019: Hudson & Rex (2 Folgen)
- 2021: Private Eyes (eine Folge)
- 2021–2022: Workin’ Moms (8 Folgen)
- 2022: The Boys (4 Folgen)
- 2023: Murdoch Mysteries – Auf den Spuren mysteriöser Mordfälle (Murdoch Mysteries, Fernsehserie, eine Folge)
- 2024: Alex Cross (Cross, 3 Folgen)